# Da Capo
Da Capo або D.C. (з італ. — «від голови»; від початку) — музична абревіатура, що використовується композиторами для зазначення того, що слід повторити попередню частину. У творах простої форми D.C. може означати те саме, що і реприза. Але у творах складної форми знак може з'явитися після одного або декількох повторень невеликих частин, тоді він означає повернення до самого початку твору. Тоді форма твору стає тричастинною. Наприклад, якщо у творі тричастинної форми, остання, третя частина є точним повторенням першої частини, її зазвичай не виписують, але в кінці другої частини ставлять позначку D.C., а наприкінці першої пишеться Fine (з італ. «кінець»). Іноді композитор записує, яку частину слід повторити, наприклад, Menuet da capo. В оперній музиці арія, що має таку структуру, називається арія да капо, в якій повторювана частина часто прикрашається колоратурою.
Варіанти використання терміна:
- Da Capo al fine (D.C. al fine): повторити від початку до слова fine.
- Da Capo al coda (D.C. al Coda): повторити від початку до вказаного місця, після чого грати коду.